# Trogonoptera
Трогоноптеры (лат. Trogonoptera) — род крупных дневных бабочек из семейства парусников.

## Виды
Род включает в себя 2 вида:
- Trogonoptera brookiana
  - ssp. albescens Rothschild, 1895
  - ssp. mollumar D’Abrera, Doggett & Parker, 1976
  - ssp. trogon Snellen van Vollenhoven, 1860
  - ssp. noname, loc South Sumatra, Mt Dempo
  - ssp. jikoi Kobayashi, 1986
  - ssp. akikoae Morita, 1994
  - ssp. mariae Neukirchen, 1993
  - ssp. toshikii Kobayashi, 1991
  - ssp. cardinaali Haugum & Low, 1982
  - ssp. natunensis Rothschild, 1908
  - ssp. brookiana Wallace, 1855
  - ssp. haugumei Parrott, 1991

- Trogonoptera trojana
  - ssp. trojana Honrath, 1886

## Замечания по охране
Оба вида рода внесены в перечень чешуекрылых, экспорт, реэкспорт и импорт которых регулируется в соответствии с Конвенцией о международной торговле видами дикой фауны и флоры, находящимися под угрозой исчезновения (СИТЕС).